# 洗礼者聖ヨハネと聖アンデレのいる受胎告知
『洗礼者聖ヨハネと聖アンデレのいる受胎告知』（せいれいしゃせいヨハネとせいアンデレのいるじゅたいこくち、伊: Annunciazione e santi）は、イタリアのルネサンス期の巨匠、フィリッピーノ・リッピが1485年頃に制作した油彩画である。画家の初期作品で、洗礼者聖ヨハネ（左、フィレンツェの守護聖人）と聖アンデレ（右、斜めの十字架を持っている）の間での受胎告知の場面を示している。
背景にはフィレンツェの景色があり、市内の個人または機関に委託された可能性があることを意味する。この景色には、サンタ・マリア・デル・フィオーレ大聖堂、ジョットの鐘楼、バルジェッロ、バディアが含まれている。本作は、フィリッピーノの父、フィリッポ・リッピ（受胎告知をよく描いた）やフィリッピーノの同僚、ボッティチェッリなど他の数人の芸術家の影響を受けている。前景と背景の詳細で、自然主義的な植物描写は15世紀後半のフィレンツェの芸術に典型的なものであり、ネーデルラントの新しい絵画やレオナルド・ダ・ヴィンチの研究の影響を受けている。
作品は、フランスの共和党軍によってローマのサン・ルイジ・デイ・フランチェージ教会から没収され、1801年にナポリのガレリア・フランカヴィッラに入った。当時、作品はギルランダイオに帰属されていた。現在、ナポリのカポディモンテ美術館に所蔵されている。